# Ernest Hall Templin
Ernest Hall Templin (* 20. März 1899 in Kansas City, Missouri; † 20. Juli 1961 in Paris, Frankreich) war ein US-amerikanischer Romanist und Hispanist.

## Leben
Templin studierte an der Stanford University und leistete Kriegsdienst in Frankreich. Von 1923 bis 1924 studierte er an der Universität in Madrid. Er promovierte 1926 an der Stanford University mit der Arbeit The Carolingian tradition in the Spanish drama of the golden age (excluding Lope de Vega) und lehrte ab 1926 an der University of California, Los Angeles, zuletzt als Professor für Spanisch. 

## Werke (Auswahl)
Als Autor:
- The Exculpation of „yerros por amores“ in the Spanish comedia. University Press, Berkeley 1933.
- The social approach to literature. Berkeley 1970 (EA 1944).
- Money in the plays of Lope de Vega. Berkeley 1952.

Als Herausgeber:
- A Brief anthology of Mexican verse. University Press, Palo Alto 1928 (zusammen mit Solomon Leopold Millard Rosenberg).
- Ángel de Saavedra (Autor), Duque de Rivas (Autor): Don Álvaro o La fuerza del sino. Drama en cinco journadas. New York 1941 (zusammen mit Solomon Leopold Millard Rosenberg; EA 1928).